# Agathis montana
Agathis montana, drvo iz roda kaurijske jele, porodica araukarijevki. Kritično je ugrožena endemska vrsta s otoka Nova Kaledonija.
Za ovu vrstu se mislilo da raste samo na vrhu planini Panié, ali je prisutna na širem području otoka, iznad 1 000 metara visine.
Kod novokaledonskih Kanaka drvo je poznato kao Dayu Biik.

## Sinonimi
- Salisburyodendron montana (de Laub.) A.V.Bobrov & Melikyan